# Игра престола (6. сезона)
Шеста сезона фантастичнo-драмске телевизијске серије Игра престола премијерно је приказана на HBO-у у САД 24. априла и завршена је 26. јуна 2016. године, а истовремено је приказивана и у Србији. Састоји се од 10 епизода, од којих свака траје око 50–60 минута. Већи део приче ове сезоне потиче из још необјављеног садржаја у серији романа Песма леда и ватре Џорџа Р. Р. Мартина, иако је коришћена значајна количина материјала из романа Гозба за вране, Плес са змајевима и предстојећег шестог романа Ветрови зиме, који је Мартин описао шоуранерима Дејвиду Бениофу и Д. Б. Вајсу. Серију су за телевизију адаптирали Бениоф и Вајс. HBO је наручио сезону 8. априла 2014, заједно са петом сезоном, а снимана је од јула 2015. године, првенствено у Северној Ирској, Шпанији, Хрватској, Исланду и Канади. Производња сезоне коштала је преко 100 милиона долара.
Сезона прати наставак борбе међу племићким породицама Вестероса за Гвоздени престо. Старкови и њихови савезници побеђују Болтонове снаге, поново спојивши Сансу Старк и Џона Снежног, који је проглашен за Краља на Северу, док је Ремзи Болтон убијен. У Есосу, Тирион Ланистер влада Мирином, док је Денерис Таргарјен заробљена од стране Дотрака. Она спаљује калове и излази жива из пламена њиховог храма, што наводи преживеле Дотраке да јој обећају своју оданост. У Краљевој Луци, Маргери Тирел се предаје првоврапцу, који постаје моћнији утицањем на краља Томена. Заточена Серсеи избегне своје суђење, уништавањем Великог обредишта помоћу дивље ватре, приликом чега гину Врапци, Серсеин стриц и Тирелови. Томен извршава самоубиство након експлозије, а Серсеи је крунисана за краљицу Седам краљевстава. Ћерке Еларије Пешчане и Оберина Мартела убијају Дорана и Тристана Мартела и преузимају контролу над Дорном. Арја Старк завршава обуку за убицу и враћа се у Вестерос да настави своју осветничку листу. Брен Старк постаје трооки гавран, бежи од Белих ходача и враћа се на Зид. Јара Грејџој не успева у својој жељи да постане краљица Гвоздених острва, па се она и Теон удружују са Денерис. Варис обезбеђује Денерис савез са Оленом Тирел и Дорњанима.
Игра престола има велики ансамбл, који укључује Питера Динклиџа, Николаја Костер-Волда, Лину Хиди, Емилију Кларк и Кита Харингтона. Сезона је представила нове чланове глумачке екипе, укључујући Макса фон Сидоуа, Пилуа Асбека и Еси Дејвис и вратила Ајзака Хемпстеда Рајта и Дејвида Бредлија у серију. Поред тога, Рори Макан се вратио у серију након што је његов лик, Сендор Клегани, остављен да умре у четвртој сезони. Финале сезоне је такође обележило последња појављивања Ивана Реона, Кристијана Нерна, Натали Дормер, Џонатана Прајса и Фина Џонса у серији.
Критичари су хвалили продукцију, сценарио, развој радње и глумце. Игра престола добила је највише номинација за 68. додели награда Еми за програм у ударном термину, укупно 23, а освојила је 12, укључујући и награду за најбољу драмску серију другу годину заредом. Гледаност у САД је порасла у односу на претходну сезону и то за приближно 13% током њеног трајања, са 7,9 милиона на 8,9 милиона до финала.

## Епизоде
| Бр. еп. (укупно) | Бр. еп. (у сезони) | Наслов          | Редитељ         | Сценариста                 | Премијера       | Гледаност у САД (милиони) |
| --- | ------------------ | --------------- | --------------- | -------------------------- | --------------- | ------------------------- |
| 51 | 1                  | Црвена жена     | Џереми Подесва  | Дејвид Бениоф и Д. Б. Вајс | 24. април 2016. | 7,94                      |
| Алисер Торн преузима команду над Ноћном стражом, док се Давос Сиворт и неколико лојалиста затварају у собу са телом Џона Снежног; Ед напушта Црни замак да потражи помоћ. У Зимоврелу, Ремзи Болтон накратко оплакује Миранду, док Сансу Старк и Теона Грејџоја прогоне његови људи. Бријена и Подрик стижу, убијајући њихове гониче. Санса формално прима Бријену у своју службу. Џејми Ланистер стиже у Краљеву Луку са Мирселиним телом и заклиње се Серсеи да ће вратити све што им је одузето. Обара и Нимерија убијају Тристана Мартела, док у Сунчевом копљу Еларија и Тијена убијају принца Дорана и Ареа Хотаха након што Доран сазна за Мирселино убиство. У Мирину, Тирион Ланистер и Варис откривају да бродови горе у луци. Џора Мормонт и Дарио Нахарис прате траг Денерис Таргарјен, коју Дотраци одводе до кала Мора. У Бравосу, ослепљена Арја Старк проси на улици. Сваког дана, девојче је туче штапом и тера да се бори. У својој спаваћој соби, Мелисандра скида своју огрлицу украшену драгуљима откривајући свој прави облик, крхке и старе жене. |                    |                 |                 |                            |                 |                           |
| 52 | 2                  | Дом             | Џереми Подесва  | Дејв Хил                   | 1. мај 2016.    | 7,29                      |
| У визији прошлости, Брен види свог оца Неда, стрица Бенџена, њихову сестру Лијену и младог Ходора у Зимоврелу. Ед се враћа у Црни замак са Тормундом и групом дивљана, затвара Торна и друге побуњенике. Томен Баратеон тражи од Серсеи да му помогне да буде јак, док првоврабац прети Џејмију. Астапор и Јункај су обновили ропство. У катакомбама, Тирион скида ланце са Регала и Висериона. У Бравосу, Џакен Х’гар дозвољава Арји да се врати у Кућу црног и белог. Супруга Руза Болтона рађа мушког наследника; Ремзи убија Руза, његову маћеху и дете. На путу до Црног замка, Бријена говори Санси да је раније наишла на Арју. Теон одлази кући на Гвоздена острва. Јурон Грејџој се такође враћа на острво Хрид и убија свог брата, краља Белона. Мелисандра покушава и наизглед не успева да васкрсне Џона, али након што сви напусте собу, Џон се буди. |                    |                 |                 |                            |                 |                           |
| 53 | 3                  | Вероломник      | Данијел Сакхајм | Дејвид Бениоф и Д. Б. Вајс | 8. мај 2016.    | 7,28                      |
| На путу за Стариград где ће се обучавати за мештара, Семвел Тарли прво посећује Рожни брег, своју породичну кућу, намеравајући да остави Гили и малог Сема са својом породицом, тврдећи да је мали Сем његов биолошки син. У визији, Брен види младог Неда и Хауланда Рида, Мириног оца, како нечасно побеђују гардисте Таргарјена у Дорни. Варис открива да господари Залива трговаца робовима финансирају Синове Харпије. У Краљевој Луци, првоврабац проповеда Томену, док Џејми, Серсеи и њен телохранитељ, сер Грегор Клегани, прекидају састанак малог већа, само да би их Кеван Ланистер и Тирелови одбили. Девојче ригорозно тренира Арју, којој је враћен вид након што је прихватила себе као „никога”. У Зимоврелу, лорд Амбер тражи од Ремзија да помогне у заштити Севера од дивљана, доводећи му Рикона Старка, Ошу и главу Риконовог језовука као поклон. Џон погубљује Торна, Олија и остале побуњенике. Он се одриче заклетве и поставља Еда на чело Ноћне страже. |                    |                 |                 |                            |                 |                           |
| 54 | 4                  | Књига о Странцу | Данијел Сакхајм | Дејвид Бениоф и Д. Б. Вајс | 15. мај 2016.   | 7,82                      |
| Санса, Бријена и Подрик стижу у Црни замак. Санса жели да Џон поново заузме Север. У Мирину, Тирион нуди господарима из Залива трговаца робовима мир у замену за укидање ропства у року од седам година; ово љути бивше робове. Малопрстић се враћа у Дол да мобилише своје војнике против Ремзија. Дарио сазнаје за Џорину сиву љуспу; њих двојица налазе Денерис у Вес Дотраку. У Краљевој Луци, Маргери Тирел је дозвољено да посети Лораса, док Серсеи, Џејми, Кеван и Олена Тирел одлажу своје размирице и кују заверу да поразе Врапце. Теон стиже на острво Хрид и подржава Јарино право на престо Гвоздених острва. У Зимоврелу, Ремзи убија Ошу, која покуша да га убије. Ремзи шаље Џону поруку у којој прети Рикону ако Санса не буде враћена. Санса убеђује Џона да поново преузме Зимоврел. У храму Дош Калина, Денерис говори каловима да нису способни да воде Дотраке. Она запали храм, убијајући их. Када изађе из храма неповређена, хорда Дотрака клечи пред њом. |                    |                 |                 |                            |                 |                           |
| 55 | 5                  | Врата           | Џек Бендер      | Дејвид Бениоф и Д. Б. Вајс | 22. мај 2016.   | 7,89                      |
| Санса се тајно састаје са Малопрстићем, који нуди снаге Дола и говори да њен праујак, Бринден Тули, окупља војску у Брзоречју. Санса не верује Малопрстићу и одбија његову помоћ. Џон и Санса напуштају Црни замак да би прикупили подршку северњачких кућа. Санса шаље Бријену да се састане са Бринденом Тулијем. У Бравосу, Арја добија задатак да убије леди Крејн, глумицу. С оне стране Зида, Брен сазнаје да су деца шуме створила Беле ходаче да их заштите од човечанства. На Гвозденим острвима, Јурон добија највећу подршку на закраљењу, упркос признању да је убио Белона; Јара, Теон и њихове присталице беже, водећи са собом много бродова. На Есосу, Денерис наређује Џори да се врати након што пронађе лек за сиву љуспу. У Мирину, Кинвара, црвена свештеница, упознаје Тириона и Вариса и обећава да ће подржати Денерис. Брен самостално улази у визију, у којој га Ноћни краљ додирује, остављајући свој траг и чинећи пећину рањивом. Ноћни краљ, Бели ходачи и хорде немртвих нападају пећину, убијајући трооког гаврана, неколико деце шуме, језовука Лета и Ходора, чије је млађе ја постало ментално онеспособљено по Мирином наређењу да „држи врата” (енгл. ). |                    |                 |                 |                            |                 |                           |
| 56 | 6                  | Крв моје крви   | Џек Бендер      | Брајан Когман              | 29. мај 2016.   | 6,71                      |
| Мира бежи из пећине са Бреном, који је уроњен у пренесене визије трооког гаврана. У шуми их нападају немртви, али их прилика на коњу спасава. На Рожном брегу, Семов отац, Рендил, понижава га као меког књишког мољца и вређа Гили што је дивљанка. Те ноћи, Сем узима предачки мач куће Тарлија од валиријског челика, и одлази са Гили и малим Семом. Арја упозорава леди Крејн на њено планирано убиство, а затим узима свој мач, Иглу. Џакен дозвољава девојчету да пронађе и убије Арју. Џејми покушава да спасе Маргери од Верничке војске, само да би открио да се покајала и да је Томен склопио савез са Вером. Томен отпушта Џејмија из Краљеве гарде и наређује му да помогне Валдеру Фреју, који држи Едмура Тулија као таоца, да поврати Брзоречје од Бриндена Тулија. Бенџен Старк, човек који је спасао Миру и Брена, говори да су га претворили у Белог ходача, али да су га касније деца шуме преобратила користећи змајстакло. Денерис се пење на Дрогона и држи ватрени говор инспиришући Дотраке да пређу Узано море и за њу освоје Вестерос. |                    |                 |                 |                            |                 |                           |
| 57 | 7                  | Сломљени човек  | Марк Мајлод     | Брајан Когман              | 5. јун 2016.    | 7,80                      |
| Сендор „Псето” Клегани је жив и води једноставан, ненасилан живот, након што су га спасили један обредник и његови следбеници. Када одметнути чланови Братства без барјака прете и на крају покољу његову дружину, Псето тражи освету. Маргери убеђује своју баку да се врати у Високи Сад након што првоврабац запрети да ће казнити Олену због њеног и Џејмијевог сукоба са Вером. Маргери тада тајно сигнализира Олени да није прешла у Веру. Џон, Санса и Давос регрутују дивљане, кућу Мормонт и друге, али остају бројчано слабији од Болтонових. Санса тајно шаље поруку Долу, тражећи помоћ. Џејми стиже у Брзоречје са Броном и преузима команду над опсадом. Џејми безуспешно преговара са Бринденом Тулијем. Теон и Јара проводе последњу ноћ у Волантису пре него што отплове у Мирин да се удруже са Денерис. Арја се спрема да се врати у Вестерос све док је девојче, прерушена у старицу, не убоде ножем из заседе. |                    |                 |                 |                            |                 |                           |
| 58 | 8                  | Нико            | Марк Мајлод     | Дејвид Бениоф и Д. Б. Вајс | 12. јун 2016.   | 7,60                      |
| Томен укида суђење борбом, на Серсеино запрепашћење, јер је планирала да победи са сер Грегором као својим представником. У Брзоречју, Бријена не успева да убеди Бриндена Тулија да преда замак и безбедно одјаше на Север. Након што Џејми запрети да ће убити Едмуровог малог сина, Едмур улази у замак и наређује снагама Тулијевих да се повуку. Бринден је убијен у борби са Ланистерима, док Бријена и Подрик беже. Варис одлази у Вестерос на тајну мисију. Мирин се налази под поморским нападом робовласника; Денерис се враћа на Дрогону, у пратњи Дотрака. Псето убија четворицу разбојника, а затим наилази на Берика Дондериона и Тороса из Мира, који су заробили остале. Они их погубе и траже од Псета да се придружи Братству без барјака. Арја одлази до леди Крејн, која јој лечи ране. Девојче убија леди Крејн и прогања Арју кроз улице Бравоса. Арја је води у мрачне катакомбе и убија је помоћу Игле. Арја доноси њено лице у собу са лицима у Кући црног и белог и говори Џакену да је она Арја Старк од Зимоврела и да иде кући. |                    |                 |                 |                            |                 |                           |
| 59 | 9                  | Битка копилади  | Мигел Сапочник  | Дејвид Бениоф и Д. Б. Вајс | 19. јун 2016.   | 7,66                      |
| По Тирионовом савету, Денерис се састаје са три робовласничка господара како би преговарали о предаји, што они одбијају. Три змаја нападају и спаљују бродове робовласника. Сиви Црв убија двојицу господара, остављајући једног живог да пренесе причу. Теон и Јара се састају са Денерис и Тирионом да понуде савез. У близини Зимоврела, војске Старкових и Болтонових сусрећу се на бојном пољу. Ремзи се претвара да ослобађа Рикона пре него што га убије стрелом. У бици, снаге Старкових су сатеране у ћошак све док витезови из Дола не стигну и не савладају Болтонове. Ремзи бежи у Зимоврел, али дивљански џин проваљује капију и Ремзи је заробљен након што га Џон немилосрдно истуче. Касније, Санса гледа како Ремзија прождиру његови изгладнели пси. |                    |                 |                 |                            |                 |                           |
| 60 | 10                 | Ветрови зиме    | Мигел Сапочник  | Дејвид Бениоф и Д. Б. Вајс | 26. јун 2016.   | 8,89                      |
| Пре њеног суђења, Серсеи уништава Велико обредиште Белорово дивљом ватром, убијајући првоврапца, Тирелове, Лансела и Кевана Ланистера, стотине племића и Верничку војску; Кибурн убија велемештра Писелија. Серсеи открива своју инцест везу са Џејмијем, као и да је убила Роберта Баратеона обредници Унели пре него што је сер Грегор Клегани мучи до смрти. Узнемирен Маргерином смрћу, Томен извршава самоубиство. У Дорни, Варис се састаје са Оленом и Еларијом, тражећи савез између Денерис и њихових кућа против Ланистера. Давос се супротставља Мелисандри због смрти принцезе Ширин, након чега је Џон протера. Предвођени Лијеном Мормонт, дивљани и преживеле северњачке куће обећавају лојалност Џону као краљу Севера. Санса одбија Малопрстићево удварање. Сем и Гили стижу до Цитаделе у Стариграду. Бенџен прати Брена и Миру до Зида, али не може да оде даље. У визији, Брен види Неда како проналази Лијену Старк на самрти након што је родила Џона Снежног током побуне краља Роберта. Џејми се враћа у Краљеву Луку, а Серсеи се крунише за краљицу Седам краљевстава. Денерис именује Тириона за краљичину десницу и испловљава за Вестерос са Грејџојима, својом војском и змајевима, остављајући Дарија и Друге синове иза себе да владају Мирином док се не изаберу нове вође. |                    |                 |                 |                            |                 |                           |

## Улоге
| - Питер Динклиџ као Тирион Ланистер - Николај Костер Волдо као Џејми Ланистер - Лина Хиди као Серсеи Ланистер - Емилија Кларк као Денерис Таргарјен - Кит Харингтон као Џон Снежни - Лијам Канингам као Давос Сиворт - Карис ван Хаутен као Мелисандра - Натали Дормер као Маргери Тирел - Индира Варма као Еларија Пешчана - Софи Тарнер као Санса Старк - Мејси Вилијамс као Арја Старк - Конлет Хил као Варис - Алфи Ален као Теон Грејџој - Гвендолин Кристи као Бријена од Опорја - Џонатан Прајс као првоврабац | - Михил Хаусман као Дарио Нахарис - Мајкл Макелхатон као Руз Болтон - Иван Реон као Ремзи Болтон - Ијан Глен као Џора Мормонт - Натали Емануел као Мисандеи - Кристофер Хивју као Тормунд Џиноубица - Том Влашиха као Џакен Х’гар - Дин-Чарлс Чапман као Томен Баратеон - Ајзак Хемпстед Рајт као Брен Старк - Џон Бредли као Семвел Тарли - Хана Мари као Гили - Ејдан Гилен као Петир „Малопрстић” Белиш - Рори Макан као Сендор „Псето” Клегани - Џером Флин као Брон |